# Joseph Blair
Pour les articles homonymes, voir Blair.
Joseph Blair, né le 12 juin 1974 à Akron (Ohio), est un joueur et entraîneur américain de basket-ball.

## Biographie
Joseph Blair joue au poste d'intérieur. Il mesure 2,10 m pour 120 kg. À sa sortie de l'université d'Arizona, il est choisi par les SuperSonics de Seattle au 35e rang de la draft 1996. Cependant, il ne joue pas en NBA. Il s'oriente vers l'Europe, évoluant dans de nombreux clubs en France, en Italie, en Grèce, en Turquie, en Russie. Il porta également les couleurs des Harlem Globetrotters.
En août 2021, Blair est nommé adjoint de l'entraîneur Wes Unseld Jr. aux Wizards de Washington,.

## Clubs
- 1992-1996 :  Arizona Wildcats (NCAA)
- 1996-1997 :  Pau-Orthez (Pro A)
- 1997-1998 :  Long Island Surf (USBL)
- 1998-2000 :  Scavolini Pesaro (LegA)
- 2000-2001 :  PAOK Salonique (ESAKE)
- 2001-2002 :  Scavolini Pesaro (LegA)
- 2002-2004 :  Ülker İstanbul (TBL)
- 2004-2007 :  Olimpia Milan (LegA)
- 2007-2008 :  Spartak Primorie Vladivostok (Superligue)
- 2008-2009 :  Spartak Saint-Pétersbourg (Superligue)

## Palmarès

### Distinction personnelle
- MVP de la saison régulière de l'Euroligue 2003.